# 糟屋有長
糟屋 有長（かすや ありなが）は、鎌倉時代前期の武将。糟屋有季の三男。乙石左衛門とも。
承久の乱で兄弟の有久・久季と共に後鳥羽上皇方として鎌倉幕府軍と戦った。
承久3年（1221年）6月8日、北陸道から上洛してきた北条朝時・結城朝広率いる幕府軍と越中国で対峙し、在地武士の林・石黒以下を率いて戦ったが、討ち取られた（『吾妻鏡』）。